# Emil Ehrensberger
Emil Ehrensberger (* 25. September 1858 in Babenhausen; † 8. Mai 1940 in Traunstein) war ein deutscher Chemiker und Industriemanager.

## Leben
Ehrensberger war ein Sohn des bayerischen Landrichters und späteren Bezirksamtmanns Hieronymus Ehrensberger und seiner Frau Julie, geb. Wülfert. Er studierte an der Bergakademie Freiberg und arbeitete zunächst als Chemiker in der Kruppschen Hermannshütte in Neuwied. Ehrensberger war 1899 bis 1916 Vorstandsmitglied und wechselte dann in den Aufsichtsrat der Friedrich Krupp AG. Sein Hauptverdienst besteht in der Anwendung wissenschaftlicher Forschungsergebnisse für die Erzeugung von Edelstahl.
Seine bedeutende Uhrensammlung ist heute als Stiftung im Augustinermuseum in Freiburg im Breisgau ausgestellt. Ehrensberger wurde 1919 die Ehrenbürgerwürde der Stadt Traunstein verliehen. Sein Ruhe- und Alterssitz in Traunstein trug auf dem Dach eine Sternwarte, die bis heute genutzt wird.
Vom Verein Deutscher Chemiker wurde er 1913 mit der Liebig-Denkmünze ausgezeichnet.